# Jagiellonia Białystok
Lo Jagiellonia Białystok Sportowa Spółka Akcyjna, noto semplicemente come Jagiellonia Białystok o Jagiellonia, è una società calcistica polacca della città di Białystok. Fondato nel 1920, il club milita nella Ekstraklasa, la massima divisione del campionato polacco di calcio.
Ha vinto un campionato polacco, una Coppa di Polonia e due Supercoppa di Polonia.

## Storia
Il club fu fondato il 30 maggio 1920 con il nome di KSBZ 42 PP, che disputò la prima partita contro il Kresowcy, perdendo per 5-1. Successivamente il nome della squadra fu cambiato in WKS 42 PP, un'abbreviazione per Wojskowy Klub Sportowy. Il 2 novembre 1930 il club perse per 1-2 contro il WKS 82 PP agli spareggi per avanzare nella divisione 1. Il 27 gennaio 1932 la parola Jagiellonia fu introdotta nel nome del club,che divenne Białystok Sports Club Jagiellonia.
Il termine Jagellonia si riferisce alla dinastia degli Jagelloni, che governò la Polonia per due secoli. Nello stesso periodo fu introdotto l'attuale stemma del club, con i colori rosso e giallo. Nel 1938, a causa di problemi finanziari, il club si sciolse e cessò di esistere fino alla sua riattivazione nel 1945. Il 26 gennaio 1957 la fusione del Budowlani Białystok e dello Sparta Białystok riattivò lo Sport Club Jagiellonia Białystok con l'originale maglia giallorossonera.
Nei primi anni '70 la squadra giocava nella Klasa A e nella lega distrettuale. La situazione cambiò quando Michał Urban divenne allenatore della squadra: i giocatori hanno iniziarono ad allenarsi in un moderno campo di addestramento con esercitazioni moderne. Molti giovani giocatori iniziarono giocare per il club, compresi i futuri rappresentanti della squadra nazionale iuniores della Polonia. Grzegorz Bielatowicz entrò a far parte del sodalizio come scout e scoprì alcuni giovani talenti provenienti dalla regione nord-orientale, tra i quali Jerzy Zawiślan, che era stato il secondo miglior marcatore nella stagione 1975-76 della seconda serie, realizzando 13 gol.
La squadra iniziò ad avere un certo successo e fu promossa in seconda serie dopo aver vinto gli spareggi nella stagione 1974-1975. Dopo tre stagioni il Jagiellonia retrocesse e alla fine degli anni '70 Jerzy Bołtuć, Leszek Frelek, Ryszard Karalus e Zbigniew Skoczylas avviarono un grande progetto basato sui giovani per far riemergere la squadra.
Nella stagione 1982-1983 la compagine di Białystok, guidata da Grzegorz Bielatowicz, concluse al primo posto con un vantaggio di nove punti dal secondo posto occupato dal Gwardią Szczytno, ottenendo la promozione in seconda serie. Con Janusz Wójcik, medaglia d'argento olimpica, come allenatore la squadra giocò una serie di buone stagioni nella serie cadetta, terminando al terzo posto nel 1985-1986 e guadagnando l'anno dopo la promozione in massima serie per la prima volta nella storia del club, grazie alla vittoria del campionato di seconda divisione. Il capocannoniere della seconda serie fu un nazionale polacco, Jacek Bayer, che realizzò 20 reti con la maglia dello Jagellonia.

### Dall'esordo in Ekstraklasa ai giorni nostri

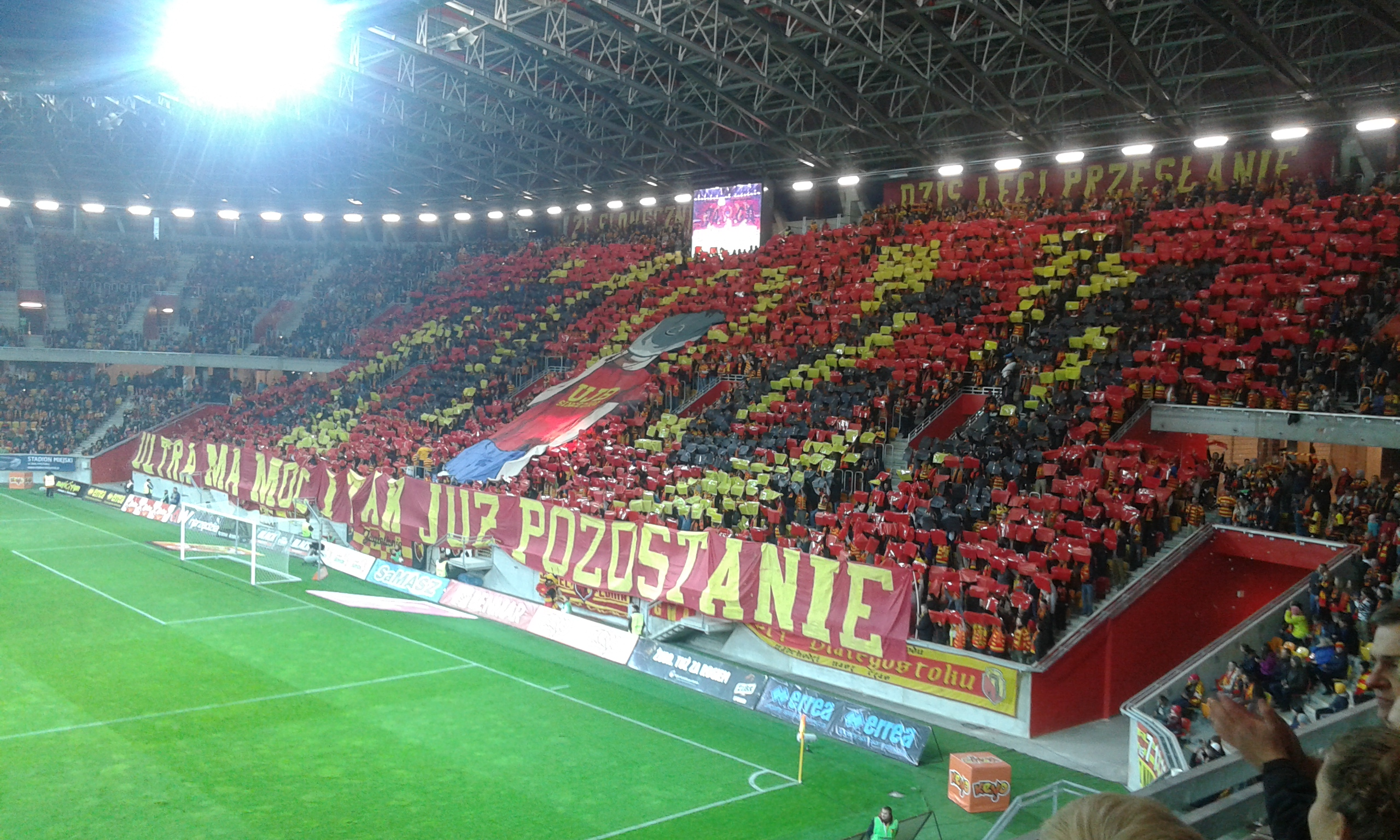
Tifosi dello Jagiellonia durante la partita vinta per 5-0 in casa contro il il 18 ottobre 2014

Le partite della seconda lega avevano già raggiunto allo stadio di Białystok una media di 15 000 spettatori, mentre la prima partita in Ekstraklasa fu vista da 35-40 000 sostenitori; ogni partita casalinga, dopo la prima, fu vista da non meno di 20 000 tifosi sugli spalti. Secondo alcune testimonianze, bus di sostenitori provenienti da villaggi di tutta la regione raggiunsero lo stadio. Le prime due stagioni in massima serie andarono bene per la squadra di Białystok, che concluse sempre all'ottavo posto e nel 1988-1989 fu finalista della coppa nazionale (perse per 5-2 contro il Legia Varsavia), ma nel 1989-1990 la squadra chiuse al sedicesimo posto, retrocedendo. L'anno dopo la squadra, terza classificata in seconda serie, perse i play-off per la promozione ai tiri di rigore contro lo Zagłębie Sosnowiec, ma già nel 1991-1992 riguadagnò un posto in massima divisione piazzandosi seconda. Dopo solo una stagione nel massimo campionato, la squadra retrocesse nuovamente e nel volgere di qualche anno precipitò prima in terza serie (nel 1996) e infine in quarta (nel 1998). Riconquistò un posto in terza serie nel 2000 e in seconda serie nel 2001. Nel 2003 il club assunse la denominazione di Jagiellonia Białystok Sportowa Spółka Akcyjna.
Nel 2007 lo Jagiellonia salì nuovamente in Ekstraklasa. Nella prima stagione chiuse al quattordicesimo posto con 27 punti, mentre l'anno seguente terminò in ottava posizione con 34 punti. Nel 2009 il club fu punito con una penalizzazione di 10 punti a seguito della condanna per corruzione subita dal precedente presidente del club.

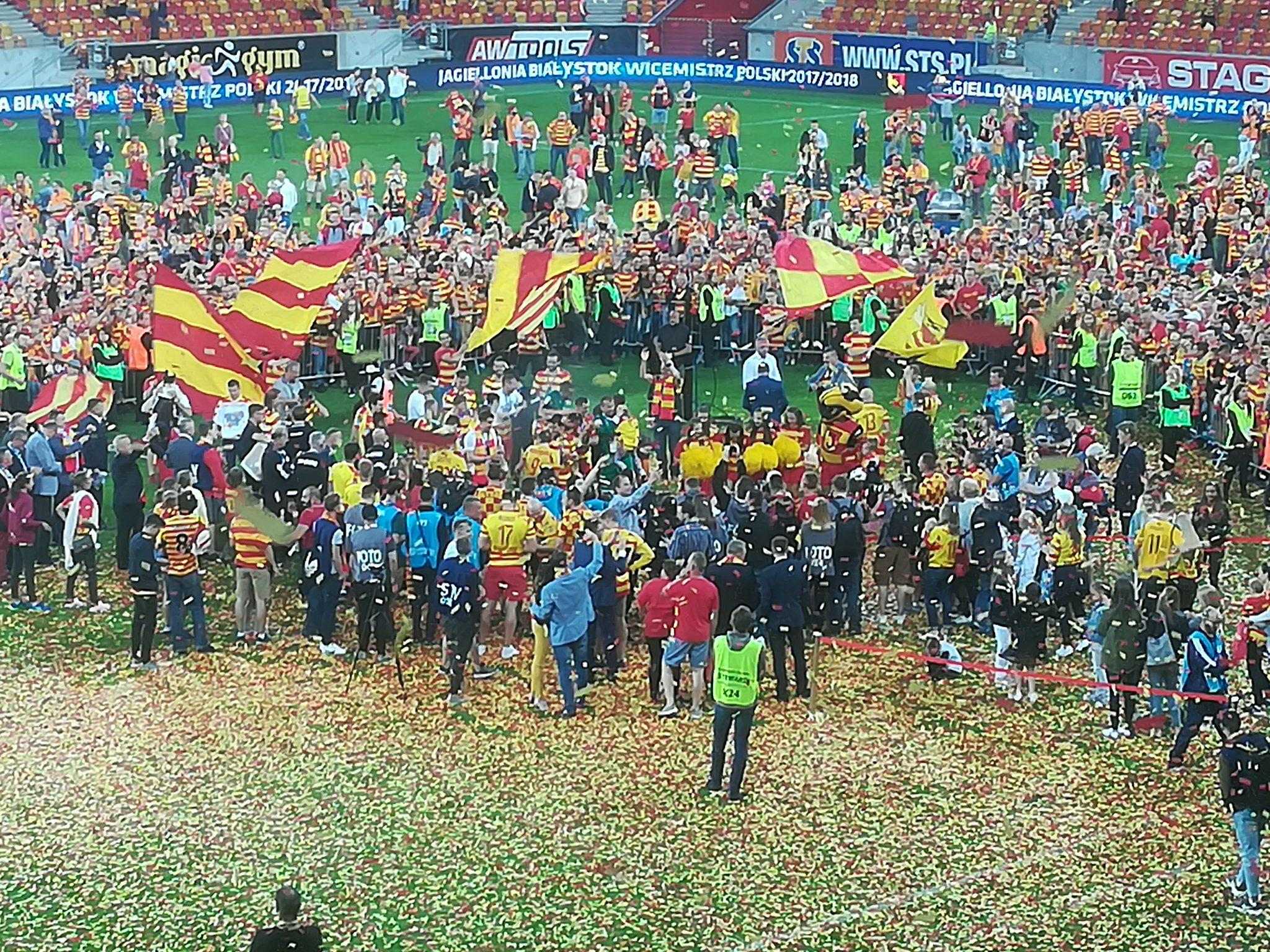
Tifosi dello Jagiellonia nel maggio 2018

Il primo successo del club giunse nella stagione 2009-2010, in cui la squadra vinse la Coppa di Polonia battendo in finale il Pogoń Stettino grazie a un gol di Andrius Skerla. Nel 2010-2011 la squadra ottenne il quarto posto in classifica. La stagione 2014-2015 vide i giallorossoneri ottenere il terzo posto, mentre nel 2016-2017 e nel 2017-2018 lo Jagiellonia concluse il campionato al secondo posto in classifica. Nell'annata seguente prese parte all'Europa League, partendo dal secondo turno. Qui i polacchi eliminarono i portoghesi del Rio Ave, vincendo per 1-0 in Polonia e pareggiando per 4-4 in Portogallo, ma nulla poterono al turno successivo contro il Gent, che si impose in entrambi i match (1-0 e 3-1).
Nel 2023-2024, sotto la guida del 32enne allenatore Adrian Siemieniec, lo Jagiellonia vinse per la prima volta il campionato polacco, battendo all'ultima giornata il Warta Poznań per 3-0 e avendo una migliore differenza reti rispetto allo Śląsk Breslavia, giunto a pari punti.
La vittoria del titolo valse la qualificazione alla UEFA Champions League 2024-2025, la sua prima partecipazione alla massima competizione europea che valse anche un ritorno in Europa dopo sei anni. Cominciò dal secondo turno di qualificazione, battendo i lituani del Panevėžys per 7-1 aggregato, ma cadde al turno successivo contro i norvegesi del Bodø/Glimt con un aggregato per 5-1 (0-1 in casa all'andata, e 4-1 al ritorno in trasferta). Fu retrocessa in Europa League e costretta agli spareggi contro gli olandesi dell'Ajax, contro i quali vennero annientati per 7-1 aggregato. Questo comportò un'ulteriore retrocessione in Conference League, di preciso nella fase campionato, dove affrontò in sequenza il Copenaghen (2-1), il Petrocub Hîncești (2-0), il Molde (3-0), il Celje (3-3), il Mladá Boleslav (0-1) e l'Olimpia Lubiana (0-0). Finito al nono posto in classifica, disputò gli spareggi dell'eliminazione diretta e affrontò i serbi del TSC Bačka Topola, trionfando per 3-1 sia all'andata che al ritorno. Agli ottavi di finale i campioni della Polonia in carica si opposero al Cercle Brugge: la vittoria per 3-0 all'andata rese indolore la sconfitta per 2-0 al ritorno. Ai quarti, gli spagnoli del Betis posero fine al cammino del Jagiellonia, con una sconfitta per 2-0 all'andata a Siviglia e un 1-1 al ritorno a Białystok; la squadra polacca fu comunque ampliamente complimentata per le sue prestazioni nel torneo. Non meno positive furono anche le prestazioni domestiche: il club finì al terzo posto in Ekstraklasa, perse ai quarti di finale contro il Legia Varsavia e vinse la Supercoppa polacca contro il Wisła Cracovia.

## Colori e simboli

### Colori

Stemma della città di Białystok

La divisa di gioco tradizionale dello Jagiellonia sono composte dagli attuali colori ufficiali della squadra che sono il giallo-rosso per la prima divisa casalinga, ma in riferimento alla storia i colori da trasferta della squadra sono il bianco e il nero. I colori giallo-rosso sono presi dal simbolo della città di Białystok.

### Simboli ufficiali

#### Stemma
Lo stemma e i colori del club apparvero per la prima volta nel 1932. Lo stemma originale era costituito da una lettera stilizzata nera "J" e uno scudo di colore giallo e rosso ciliegia, mentre la bandiera e le maglie del club erano bianche e nere. Fu solo a metà degli anni '80 che i tifosi iniziarono a usare il giallo-rosso come colori del club, ma i documenti ufficiali dell'epoca utilizzano ancora i colori bianco e nero.
Con la vittoria del campionato nella stagione 2023-2024, sopra lo stemma è stata inserita una stella.

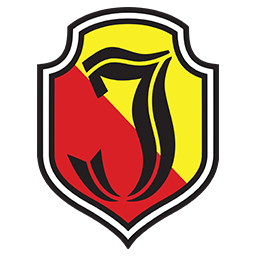
Lo stemma dello Jagiellonia, utilizzato fino al 2024.
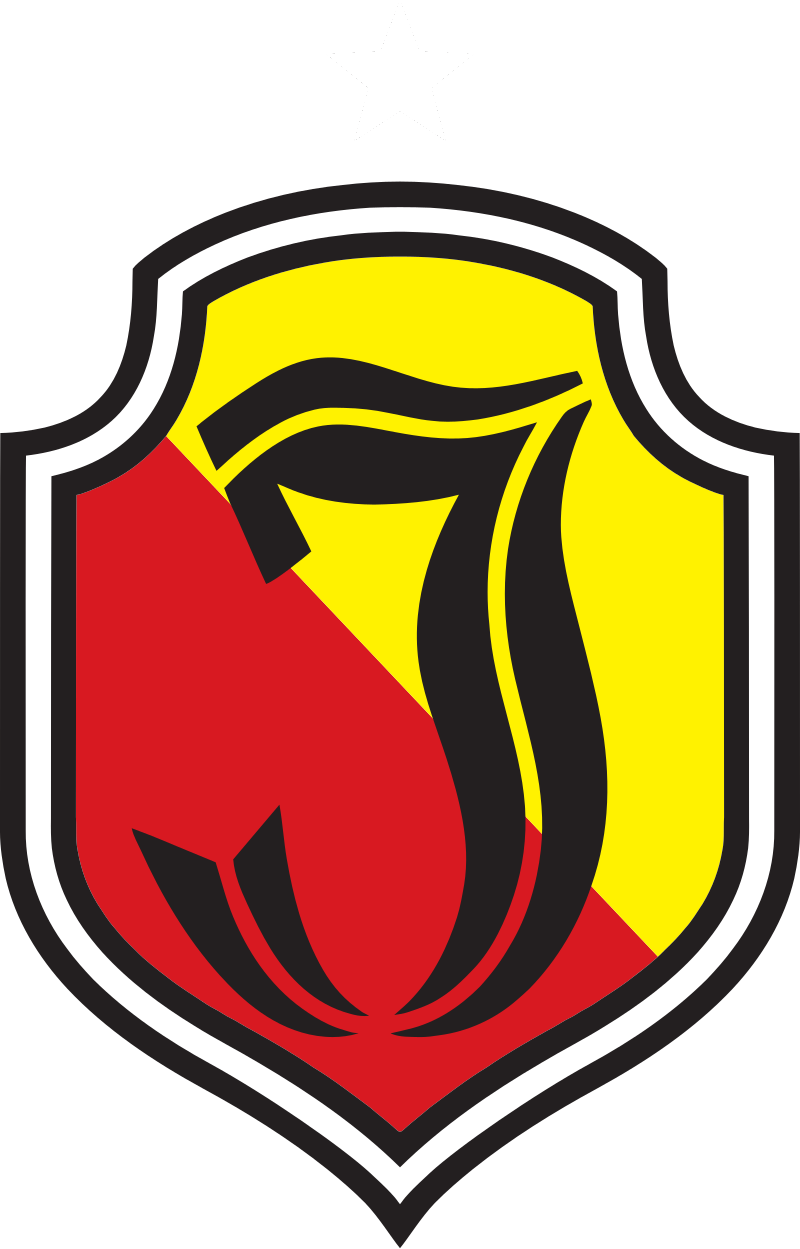
Lo stemma utilizzato dal 2024 ad oggi.

## Stadio

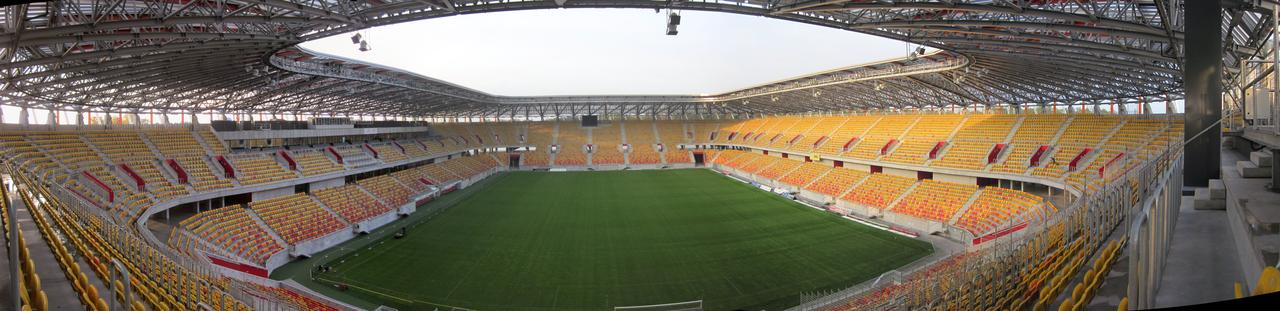
Una vista panoramica dell'interno dello stadio

Lo Stadio municipalo, (in polacco Stadion Miejski) è uno stadio della città polacca di Białystok, di proprietà dello stato.
Inaugurato nel 1971, con il nome di stadio delle Guardie o stadio Hetman Białystok, aveva 15 000 posti a sedere che dopo due anni salirono a 30 000. Alla fine degli anni '80, quando lo Jagiellonia, per la prima volta nella storia, salì in massima serie, lo stadio accoglieva dalle 20 000 alle 30 000 persone a partita. Negli anni '90 lo stadio cadde in rovina, seguendo le vicende della squadra, che dal 1993 al 1999 precipitò dalla prima alla quarta serie. La situazione cambiò all'inizio del XXI secolo con il miglioramento delle condizioni sportive e finanziarie della Jagiellonia, che nel 2001 ritrovò la seconda serie. Nel 2005, con i soldi ricevuti dalle promozioni guadagnate dal club, lo stadio fu dotato di 6 000 nuovi sedili.
Rilevato dalla città di Białystok e ribattezzato Stadion Miejski (stadio municipale) nel 2006, venne ammodernato con l'installazione di un sistema di riscaldamento del terreno di gioco, il quale consentì di organizzare le partite indipendentemente dal tempo atmosferico. Nel luglio 2007 fu realizzato uno spogliatoio rinnovato insieme a una nuova e moderna sala conferenze.
Nel 2008 iniziò la demolizione della tribuna principale. Al suo posto ci sarebbe stata la nuova tribuna VIP e un luogo per incontrare i giocatori. Subito dopo il resto delle tribune furono demolite. Si prevedeva che lo stadio sarebbe stato completato nel 2012. Tuttavia, a causa di un ritardo nei lavori, il comune rescisse il contratto con la società appaltatrice e per completare il lavoro fu quindi ingaggiata una nuova società di costruzioni che inizialmente completò l'opera realizzando 7 000 nuovi posti a sedere, sale riunioni e uno spazio per i media. Successivamente furono installati altri 15 000 posti a sedere, spazi ad uso commerciale e, accanto allo stadio, un nuovo campo di allenamento. Il 9 ottobre 2014 lo stadio fu ufficialmente completato con oltre 20 000 posti a sedere.

## Palmarès

### Competizioni nazionali

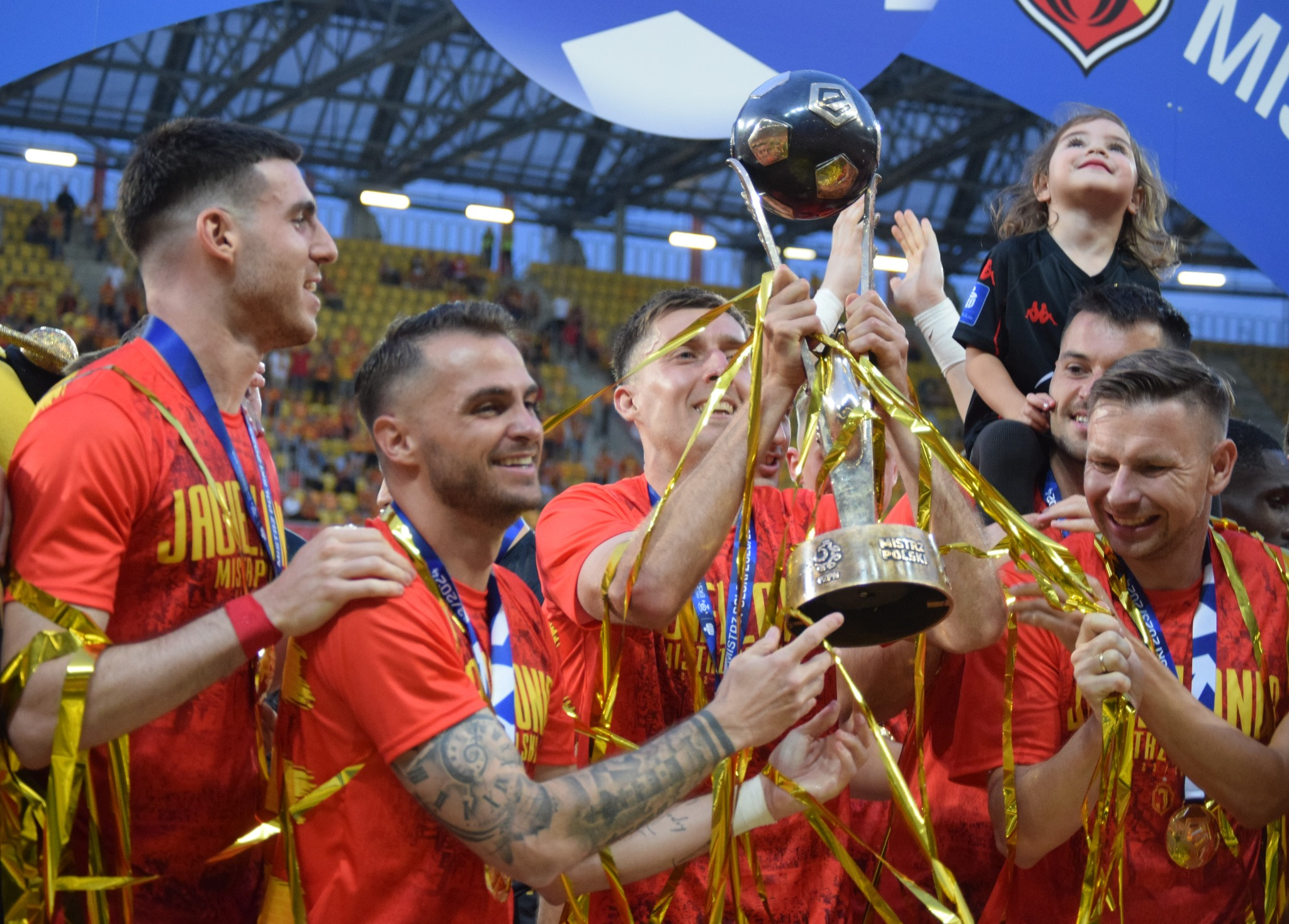
Festa dopo la vittoria del campionato polacco 2023-24

- Campionato polacco: 1

2023-2024
- Coppa di Polonia: 1

2009-2010
- Supercoppa di Polonia: 2

2010, 2024
- Campionato polacco di seconda divisione: 1

1986-1987

### Altri piazzamenti
- Campionato polacco:

Secondo posto: 2016-2017, 2017-2018
Terzo posto: 2014-2015, 2024-2025
- Coppa di Polonia:

Finalista: 1988-1989, 2018-2019
Semifinalista: 2003-2004, 2013-2014, 2023-2024

## Organico

### Rosa 2025-2026

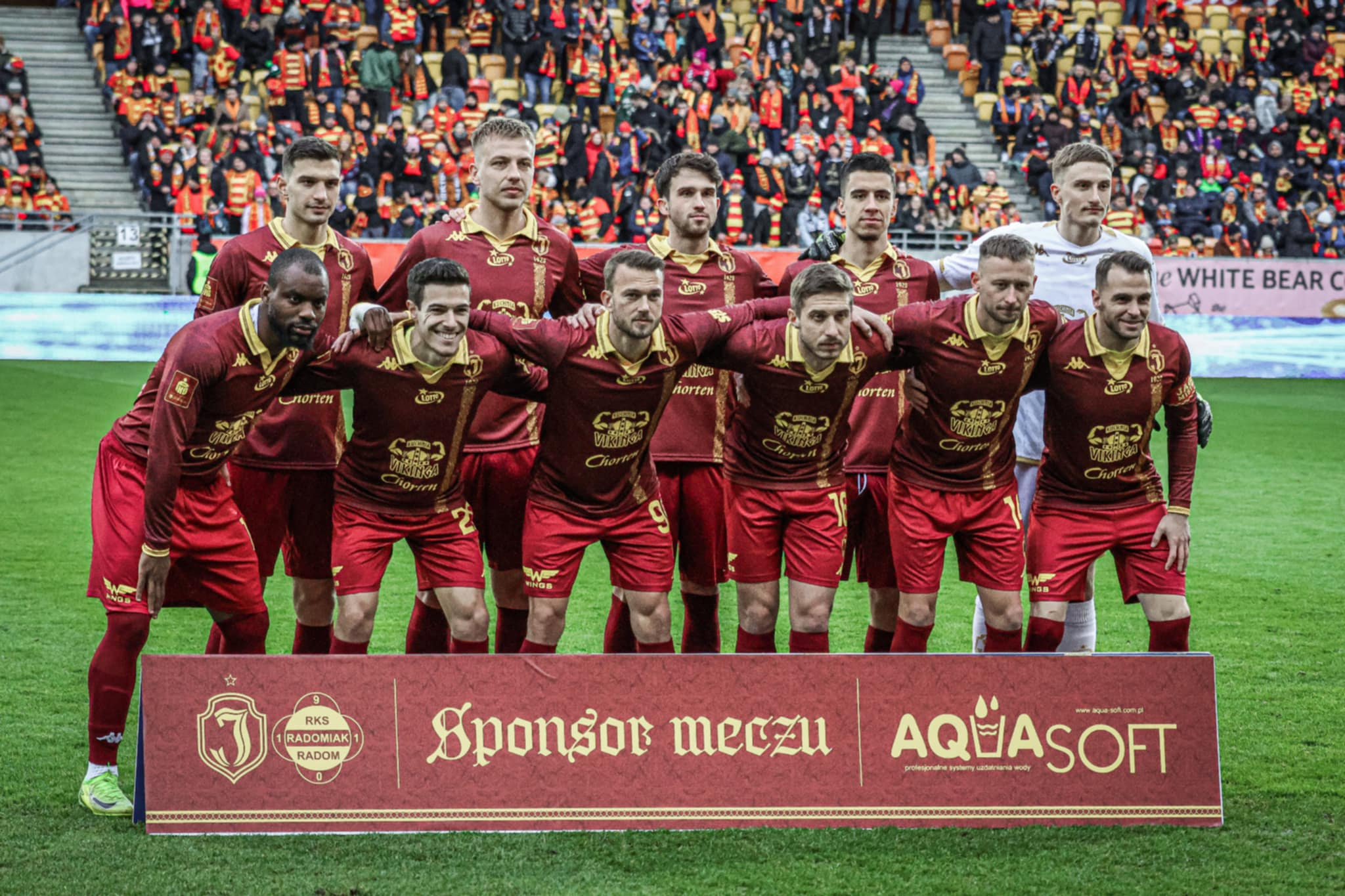
Rosa 2024-2025

Aggiornato al 18 agosto 2025.
| N. |                       | Ruolo | Calciatore                |
| -- | --------------------- | ----- | ------------------------- |
| 3  | Slovenia (bandiera)   | D     | Dušan Stojinović          |
| 4  | Giappone (bandiera)   | D     | Yūki Kobayashi            |
| 5  | Polonia (bandiera)    | D     | Cezary Polak              |
| 6  | Polonia (bandiera)    | C     | Taras Romančuk (capitano) |
| 7  | Spagna (bandiera)     | A     | Alejandro Pozo            |
| 8  | Polonia (bandiera)    | C     | Dawid Drachal             |
| 9  | Grecia (bandiera)     | A     | Dīmītrīs Rallīs           |
| 10 | Angola (bandiera)     | A     | Afimico Pululu            |
| 11 | Spagna (bandiera)     | A     | Jesús Imaz                |
| 13 | Portogallo (bandiera) | D     | Bernardo Vital            |
| 15 | Polonia (bandiera)    | D     | Norbert Wojtuszek         |
| 18 | Danimarca (bandiera)  | A     | Louka Prip                |
| 19 | Spagna (bandiera)     | A     | Alejandro Cantero         |
| 20 | Spagna (bandiera)     | A     | Miki Villar               |

| N. |                        | Ruolo | Calciatore            |
| -- | ---------------------- | ----- | --------------------- |
| 22 | Polonia (bandiera)     | P     | Miłosz Piekutowski    |
| 25 | Stati Uniti (bandiera) | C     | Aziel Jackson         |
| 27 | Polonia (bandiera)     | D     | Bartłomiej Wdowik     |
| 29 | Polonia (bandiera)     | C     | Marcin Listkowski     |
| 31 | Stati Uniti (bandiera) | C     | Leon Flach            |
| 50 | Polonia (bandiera)     | P     | Sławomir Abramowicz   |
| 53 | Polonia (bandiera)     | D     | Bartłomiej Krasiewicz |
| 55 | Giappone (bandiera)    | A     | Toki Hirosawa         |
| 66 | Polonia (bandiera)     | P     | Adrian Damasiewicz    |
| 80 | Polonia (bandiera)     | A     | Oskar Pietuszewski    |
| 82 | Portogallo (bandiera)  | D     | Tomás Silva           |
| 85 | Polonia (bandiera)     | C     | Eryk Kozłowski        |
| 86 | Polonia (bandiera)     | C     | Bartosz Mazurek       |

### Rose delle stagioni precedenti
- 2017-2018
- 2018-2019